# Ceralocyna nigropilosa
Ceralocyna nigropilosa là một loài bọ cánh cứng trong họ Cerambycidae.